# Bündnis 90/Die Grünen Schleswig-Holstein
Der Landesverband Bündnis 90/Die Grünen Schleswig-Holstein von Bündnis 90/Die Grünen besteht seit 1980. Seit 1996 sind Bündnis 90/Die Grünen Schleswig-Holstein durchgehend im Landtag in Kiel vertreten.

## Geschichte

### Gründung
Die Grüne Liste Schleswig-Holstein (GLSH) wurde im Mai 1978 in Rendsburg als Landesverband selbstständiger Kreiswählergemeinschaften gegründet. Inhaltlicher Konsens der Wählergemeinschaft war die Ablehnung der Kernenergienutzung und der Erhalt der natürlichen Lebensgrundlage. Im Dezember des Jahres wurde der GLSH als Partei neu gegründet. 1979 trat die Grüne Liste erstmals zu den schleswig-holsteinischen Landtagswahlen an, scheiterte aber mit einem Stimmenanteil von 2,4 Prozent an der Fünf-Prozent-Hürde. 1980 gründete sich der Landesverband der Grünen in Schleswig-Holstein, die GLSH blieb zunächst als eigenständige Partei neben den Grünen bestehen und fusionierte erst 1982 mit ihr. Die Grünen scheiterten in den folgenden fünf Landtagswahlgängen erneut an der Fünf-Prozent-Hürde (1983: 3,7 %, 1987: 3,9 %, 1988: 2,9 %, 1992: 4,97 %).

### 1996: Einzug in den Landtag und die Regierung
In der 14. Wahlperiode vom 22. Mai 1996 bis zum 28. März 2000 waren die Grünen mit sechs Abgeordneten erstmals im Landtag vertreten, nachdem sie bei der Wahl 8,1 Prozent der Stimmen erhalten hatten.
Gleichzeitig erlangten sie in der Koalition mit der SPD Regierungsverantwortung und stellten mit Rainder Steenblock den stellvertretenden Ministerpräsidenten und Minister für Natur, Umwelt und Forsten. Angelika Birk wurde als zweite Grüne Ministerin für Frauen, Jugend, Wohnungs- und Städtebau.

### 15. Legislaturperiode (2000–2005)
Die Landtagswahl 2000 führte zu starken Verlusten der Grünen, die nur noch auf 6,2 Prozent der Stimmen kamen. Dennoch verblieben die Grünen in der Wahlperiode vom 28. März 2000 bis 17. März 2005 in der Regierungsverantwortung. Stellvertretende Ministerpräsidentin und Ministerin für Justiz, Frauen, Jugend und Familie wurde Annemarie Lütkes, und Klaus Müller wurde Minister für Umwelt, Natur und Forsten (ab dem 1. März 2003 Minister für Umwelt, Naturschutz und Landwirtschaft).

### 16. Legislaturperiode (2005–2009)
Bei der Landtagswahl am 27. April 2005 erreichten die Grünen 6,2 Prozent und stellten vier Abgeordnete im Landtag. Der Versuch, eine rot-grüne Landesregierung unter Heide Simonis mit Unterstützung des SSW zu bilden, scheiterte an einer Gegenstimme aus den eigenen Reihen (siehe Wahl des Ministerpräsidenten von Schleswig-Holstein 2005). CDU und SPD bildeten mit Peter Harry Carstensen als Ministerpräsident eine Große Koalition, und die Grünen gingen in die Opposition.

### 17. Legislaturperiode (2009–2012)
Bei der Landtagswahl im September 2009 verdoppelten die Grünen ihren Stimmenanteil auf 12,4 Prozent und zogen mit zwölf Abgeordneten wieder in den Landtag ein. Zum Fraktionsvorsitzenden wurde der Spitzenkandidat des Wahlkampfes, Robert Habeck, gewählt. Weil eine schwarz-gelbe Koalition eine Mehrheit erreichte, blieben die Grünen in der Opposition.

### 18. Legislaturperiode (2012–2017)
Auf einem Parteitag in Neumünster bestimmten die Delegierten im November 2011 den Fraktionsvorsitzenden Robert Habeck zum (erstmals) alleinigen Spitzenkandidaten für die vorgezogene Landtagswahl 2012. Bei der Wahl am 6. Mai 2012  erzielten die Grünen mit 13,2 % und zehn Mandaten ihr bis dahin bestes Ergebnis. Das Ziel, mit der SPD eine rot-grüne Mehrheit zu erlangen, wurde zwar verfehlt; da sich jedoch der dänisch und friesisch orientierte Südschleswigsche Wählerverband (SSW) erstmals bereit erklärte, Regierungsverantwortung zu übernehmen, wurden Koalitionsverhandlungen über die Bildung einer sogenannten „Küstenkoalition“ aus SPD, Grünen und SSW aufgenommen.
Nach der Wahl von Torsten Albig zum Ministerpräsidenten am 12. Juni 2012 nahm das Regierungsbündnis seine Arbeit auf. Die Grünen waren mit Monika Heinold (Finanzministerin) und Robert Habeck (Minister für Energiewende, Landwirtschaft, Umwelt und ländliche Räume) für zwei Ressorts verantwortlich.
Am 30. Oktober 2012 gaben die Grünen das Ergebnis einer landesweiten Urabstimmung zur Nordstaatsfrage bekannt. Demnach votierten 55,1 % der abstimmenden Mitglieder für die Fusion des Bundeslandes Schleswig-Holstein mit benachbarten Bundesländern.

### 19. Legislaturperiode (2017–2022)
Bei der Landtagswahl am 7. Mai 2017 erzielten die Grünen unter ihrem Spitzenduo aus Monika Heinold und Robert Habeck mit 12,9 % der Zweitstimmenanteil ihr historisch zweitbestes Landesergebnis. Gleichzeitig verlor die Küstenkoalition aus SPD, Grünen und SSW ihre Mehrheit. Nach Sondierungsgesprächen mit CDU und FDP beschloss ein außerordentlicher Parteitag am 23. Mai mit 87 % der Delegiertenstimmen, in Koalitionsverhandlungen einzutreten. Ein weiterer außerordentlicher Parteitag beriet am 19. Juni den ausgehandelten Koalitionsvertrag und empfahl mit 75,2 % der Stimmen den Mitgliedern die Zustimmung. Eine darauf durchgeführte Online-Mitgliederbefragung vom 19. bis zum 26. Juni 2017 ergab eine Zustimmungsquote von 84,3 %, basierend auf einer Wahlbeteiligung von 59,6 % der Mitglieder.
Innerhalb des Jamaika-Bündnisses unter Führung des CDU-Ministerpräsidenten Daniel Günther hatten die Grünen das Finanzressort inne (Heinold). Auf Robert Habeck als Minister für Energiewende, Landwirtschaft, Umwelt, Natur und Digitalisierung folgte nach dessen Wechsel in die Bundespolitik 2018 Jan Philipp Albrecht.
Auf dem Parteitag am 7. Oktober 2017 in Neumünster trat die bisherige Landesvorsitzende Ruth Kastner nicht erneut an. Zur weiblichen Vorsitzenden wurde Ann-Kathrin Tranziska gewählt. In einer Kampfabstimmung der männlichen Bewerber unterlag der amtierende Vorsitzende Arfst Wagner seinem Herausforderer Steffen Regis.
Seit dem Parteitag am 1. Mai 2021 in Büdelsdorf leiteten Tranziska und Regis die Partei gemeinsam mit den stellvertretenden Vorsitzenden Mayra Vriesema und Juliane Michel sowie Schatzmeisterin Rebecca Bräutigam.

### 20. Legislaturperiode (seit 2022)
Bei der Landtagswahl in Schleswig-Holstein 2022 legten die Grünen im Vergleich zu 2017 um 5,4 Prozentpunkte zu und wurden erstmals hinter der CDU zweitstärkste Kraft im Land. Am 29. Juni 2022 wurde Günther als Ministerpräsident einer schwarz-grünen Koalition wiedergewählt (Kabinett Günther II). Stellvertretende Ministerpräsidentin aus den Reihen der Grünen war bis Juli 2024 Finanzministerin Heinold, seit August 2024 hat Sozialministerin Aminata Touré dieses Amt inne.
Zur Vorstandswahl im September 2022 traten Tranziska und Regis nicht wieder an. Ihre Nachfolger als Vorsitzende wurden Anke Erdmann und der Kreisgeschäftsführer in Kiel, Gazi Freitag. Zu stellvertretenden Vorsitzenden wurden Mayra Vriesema, Marlene Langholz-Kaiser und Christian Judith gewählt, zum Landesschatzmeister Sven Gebhardt.
Auf dem Landesparteitag am 12. Oktober 2024 wurden Umbesetzungen im Vorstand beschlossen. Erdmann, Freitag, Judith und Gebhardt behielten ihre Posten, Vriesema und Langholz-Kaiser schieden aus und Denise Kreissl, Ocean Renner sowie Sophia Marie Pott kamen neu als stellvertretende Landesvorsitzende hinzu.

## Personen

### Fraktionsvorsitzende im Landtag
| Zeitraum                 | Vorsitzende           |
| ------------------------ | --------------------- |
| Mai 1996 – März 2000     | Irene Fröhlich        |
| März 2000 – März 2005    | Karl-Martin Hentschel |
| März 2005 – Mai 2006     | Annemarie Lütkes      |
| Juni 2006 – Oktober 2009 | Karl-Martin Hentschel |
| Oktober 2009 – Juni 2012 | Robert Habeck         |
| Juni 2012 – Juni 2022    | Eka von Kalben        |
| seit Juni 2022           | Lasse Petersdotter    |

### Landesvorstand
| Amt                     | Name              |
| ----------------------- | ----------------- |
| Landesvorsitzende       | Anke Erdmann      |
| Landesvorsitzender      | Gazi Freitag      |
| Stv. Landesvorsitzende  | Denise Kreissl    |
| Stv. Landesvorsitzende  | Ocean Renner      |
| Stv. Landesvorsitzender | Christian Judith  |
| Stv. Landesvorsitzende  | Sophie Marie Pott |
| Landesschatzmeister     | Sven Gebhardt     |

### Kreisverbände
| Kreisverband          | Sprecher                                      |
| --------------------- | --------------------------------------------- |
| Dithmarschen          | Britta Baar, Martina Girkens                  |
| Flensburg             | Annabell Pescher, Falk Bednarski              |
| Herzogtum Lauenburg   | Jasmin Moreau, Yannic Daunus                  |
| Kiel                  | Finn Pridat, Morlin Möller                    |
| Lübeck                | Judith Balke, Tobias Preß                     |
| Neumünster            | Juliane Michel, Thomas Krampfer               |
| Nordfriesland         | Anouk Corinth-Koltermann, Martin Maier-Walker |
| Ostholstein           | Annette Granzin, Reimo Schaaf                 |
| Pinneberg             | Anja Schneider, Lukas Unger                   |
| Plön                  | Kirsten Bock, Martin Drees                    |
| Rendsburg-Eckernförde | Andrea Schmädicke, Torge Schmidt              |
| Schleswig-Flensburg   | Lisa Heinrich, Michael Klinger                |
| Segeberg              | Marc Giese, Stephanie Matthes                 |
| Steinburg             | Ulrike Lahrmann, Felix Hasselblatt            |
| Stormarn              | Angela Tsagkalidis, Benjamin Stukenberg       |

Stand: 7. Mai 2025

## Ergebnisse bei den Landtagswahlen
| Jahr | Stimmen | Sitze |
| ---- | ------- | ----- |
| 1979 | 2,4 %   | 0     |
| 1983 | 3,6 %   | 0     |
| 1987 | 3,9 %   | 0     |
| 1988 | 2,9 %   | 0     |
| 1992 | 5,0 % * | 0     |
| 1996 | 8,1 %   | 6     |
| 2000 | 6,2 %   | 5     |
| 2005 | 6,2 %   | 4     |
| 2009 | 12,4 %  | 12    |
| 2012 | 13,2 %  | 10    |
| 2017 | 12,9 %  | 10    |
| 2022 | 18,3 %  | 14    |

## Kommunalpolitik

### Oberbürgermeister
In Schleswig-Holstein stellen Bündnis 90/Die Grünen derzeit eine Oberbürgermeisterin. In der Stadt Norderstedt ist Katrin Schmieder seit Januar 2024 im Amt. Sie ist Mitglied der Grünen, trat jedoch bei der Wahl 2023 als unabhängige Kandidatin an.
| Namen            | Kommune     | Anmerkung                          |
| ---------------- | ----------- | ---------------------------------- |
| Katrin Schmieder | Norderstedt | Trat als unabhängige Kandidatin an |

### Bürgermeister
Neben der Oberbürgermeisterin in Norderstedt stellen die Grünen auch mehrere Bürgermeister in Schleswig-Holstein.
| Namen           | Kommune  | Anmerkung                           |
| --------------- | -------- | ----------------------------------- |
| Sven Radestock  | Eutin    |                                     |
| Johann Schirren | Quarnbek |                                     |
| Andreas Kreft   | Felde    | Trat als unabhängige Kandidatin an  |
| Knut Suhk       | Aumühle  |                                     |
| Heiko Voß       | Laboe    | Parteilos, von den Grünen nominiert |

## Jugendorganisation

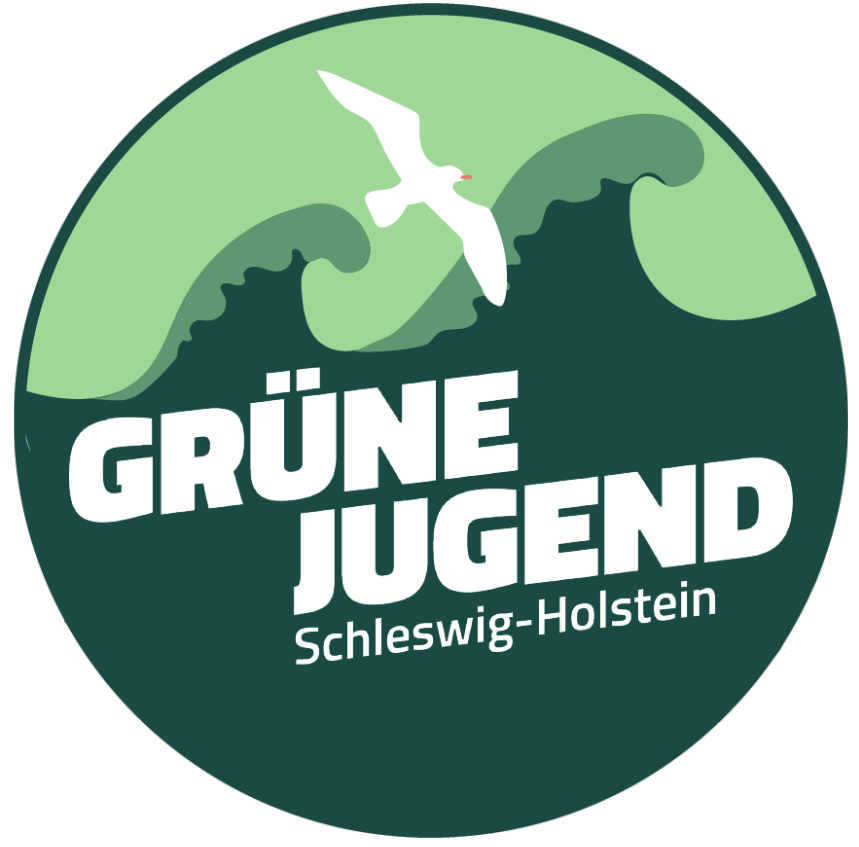
Grüne Jugend Schleswig-Holstein

Die Jugendorganisation von Bündnis 90/Die Grünen Schleswig-Holstein ist die Grüne Jugend Schleswig-Holstein. Sie ist politisch wie organisatorisch unabhängig von der Partei. Gegründet wurde die Jugendorganisation 1988 als Grün-Alternative Jugend Schleswig-Holstein (GAJ SH). Diese Gründung wird auch als Gründung des Bundesverbands der Grünen Jugend angesehen. Derzeit hat die Grüne Jugend bundesweit etwa 16.000 Mitglieder. Die Grüne Jugend Schleswig-Holstein ist in 15 Kreisverbänden organisiert.
| Posten                                                                | Name                                              |
| --------------------------------------------------------------------- | ------------------------------------------------- |
| Sprecherin und Sprecher                                               | Jacqueline Kühl, Marcel Beutel                    |
| Politische Geschäftsführung                                           | Kalle Demmert                                     |
| Schatzmeisterin                                                       | Robert Wlodarczyk                                 |
| Frauen-, inter-, nicht-binär-, trans- und genderpolitische Sprecherin | Paula Meinke                                      |
| Beisitzerin und Beisitzer                                             | Malena Trede, Vincent Schlotfeldt, Julina Lindloh |